# بس‌کول (آلماتی)
بس‌کول (به قزاقی: Beskol) یک منطقهٔ مسکونی در قزاقستان است که در شهرستان آلاکل واقع شده‌است. بس‌کول ۴٬۰۰۰ نفر جمعیت دارد.